# Тандери Загреб
Тандери Загреб су хрватски клуб америчког фудбала из Загреба. Основани су 2005. године. Такмиче се тренутно у Првој лиги Хрватске.